# Ateneo de El Hatillo
El Ateneo de El Hatillo es un centro social y cultural, un espacio multipropósito y asociación civil cultural con sede al final de la Calle Tovar, segunda Etapa de la Lagunita (Urbanización Lomas de La Lagunita), en el Municipio El Hatillo del Estado Miranda, al este del Distrito Metropolitano de Caracas, y al centro norte del país sudamericano de Venezuela.
Fundado en 1991 en el recinto se ofrecen multitud de actividades no solo teatrales sino también presentaciones de danza y talleres de diversas manifestaciones artísticas incluyendo la escultura, dibujo, pintura y música, además de ofrecer exposiciones y organizar conferencias
Aunque por esta estar ubicado en una zona verde aislada su acceso podría resultar menos confortable, esto a su vez es considerado una ventaja pues ofrece un ambiente de tranquilidad con vistas al Ávila. Forma parte de la Federación de Ateneos de Venezuela, institución que agrupa a los Ateneos dentro del territorio nacional. El Ateneo de El Hatillo es también miembro de Fedeateneos  En la institución es reconocida como curadora y museógrafa como también gestor cultural. Ha dirigido la institución los últimos 18 años. 
El Ateneo de El Hatillo es muy reconocido por dos Salones de Arte muy destacados, como son el Salón del Rostro en las Artes y El Salón de Arte Sacro. En el área de las Artes visuales ha sido una institución que ha impulsado a diversos artistas más allá del territorio nacional y en sus exposiciones han participado artistas de todos los estados y ciudades venezolanas.